# Slanke driehoekszweefvlieg
De slanke driehoekszweefvlieg (Melanostoma scalare) is een vliegensoort uit de familie van de zweefvliegen (Syrphidae). De wetenschappelijke naam van de soort werd als Syrphus scalaris in 1794 gepubliceerd door Johann Christian Fabricius.

## Kenmerken
Slanke driehoekszweefvlieg bereiken een lengte van 7–10 mm. Ze hebben een zwart glinsterende thorax. De mannetjes zijn langer en slanker dan de vrouwtjes. Ze hebben ook ronde gele vlekken op de buik, in tegenstelling tot de driehoekige vlekken bij vrouwtjes

## Verspreiding
De soort is wijdverspreid en algemeen in Europa. Het wordt ook gevonden in het oostelijke palearctisch gebied. Het verspreidingsgebied strekt zich uit over Noord-Afrika tot aan het Afrotropisch gebied.

## Afbeeldingen

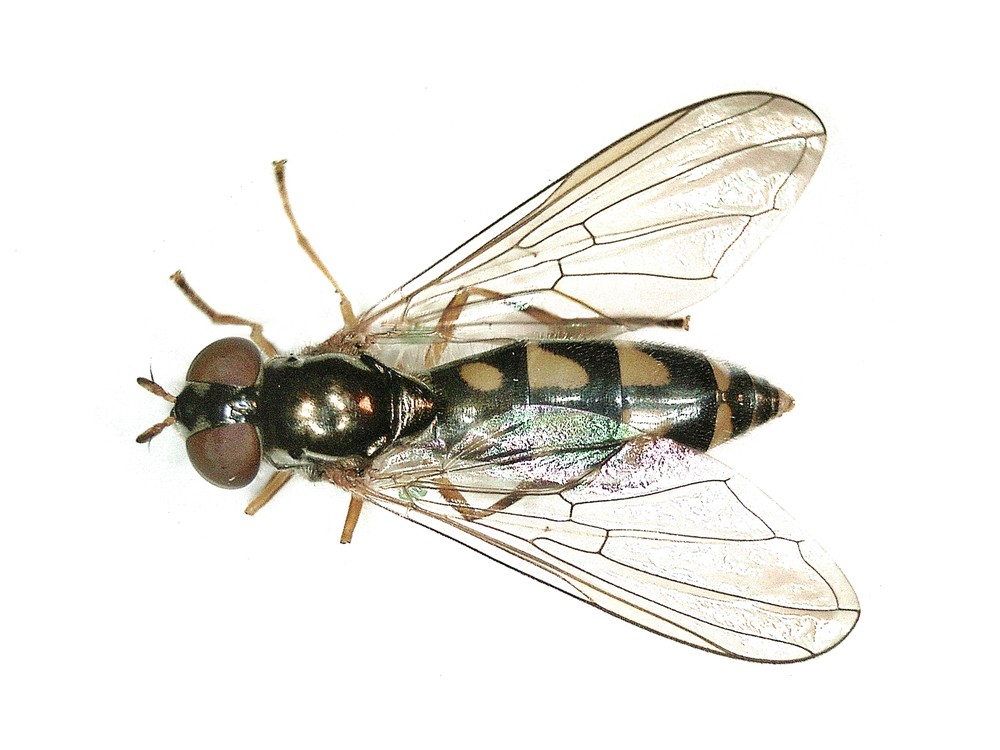
bovenkant
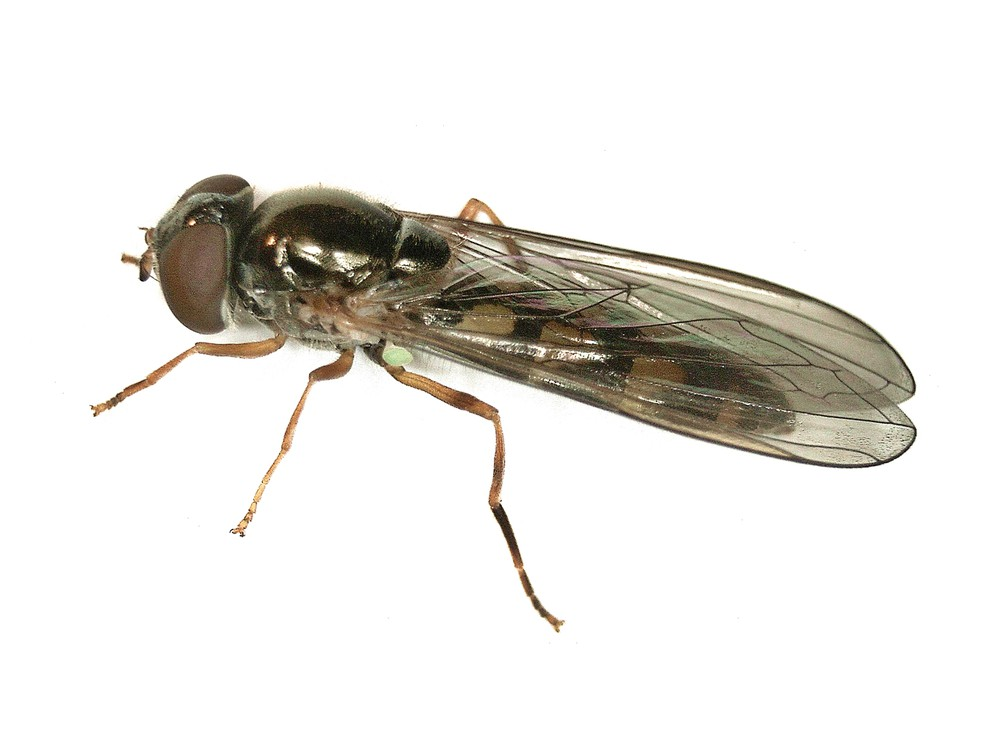
zijkant
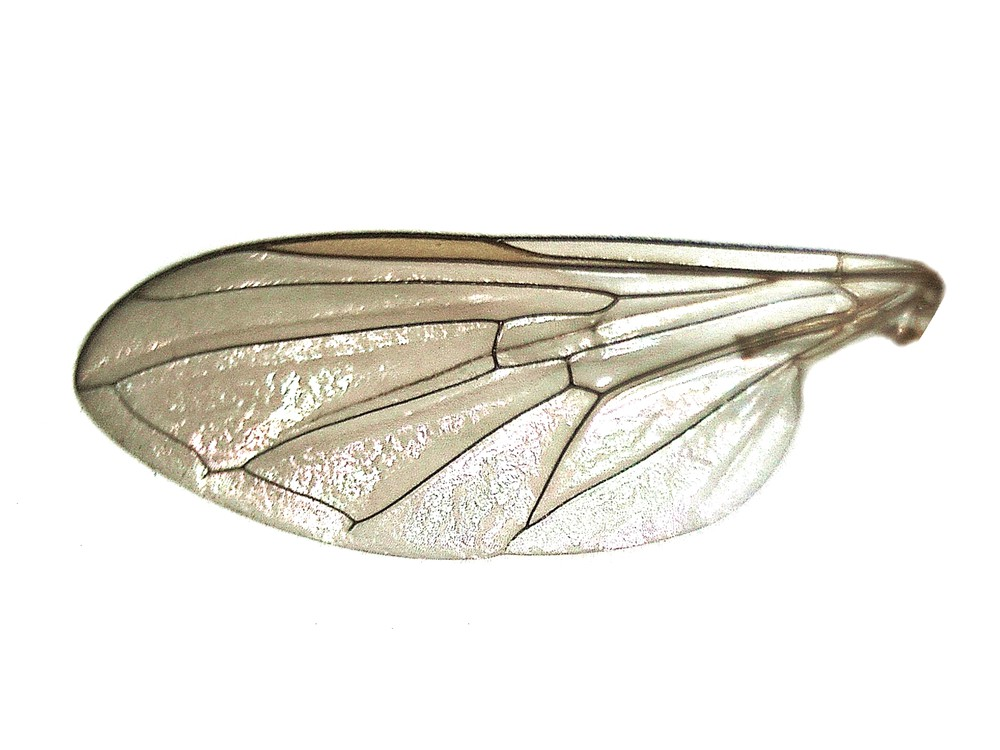
vleugel
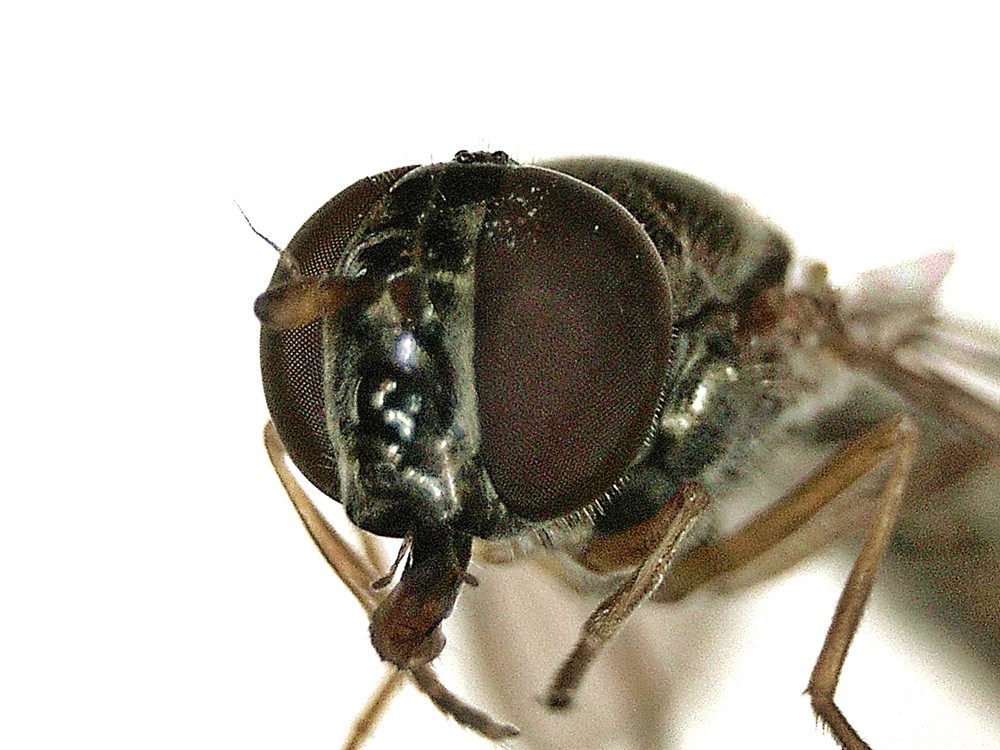
detail kop